# 烏卡亞利河上口脂鯉
烏卡亞利河上口脂鯉，為輻鰭魚綱脂鯉目脂鯉亞目上口脂鯉科的其中一個種，分布於南美洲烏卡亞利河流域，體長可達30.6公分，棲息在植被生長茂密的水域，生活習性不明。